# Coppa Bernocchi
Coppa Bernocchi (ali Pokal Bernocchi) je jesenska enodnevna mini klasična kolesarska dirka v Italijanski Lombardiji, ki so jo prvič organizirali leta 1919. Trenutno je del serije UCI ProSeries.
Skupaj z dirkama Coppa Agostoni in Tri doline Vareseja tvorijo "Lombardijski trojček" (Trittico Lombardo), tridnevno zaporedno tekmovanje, ki si v začetku oktobra tradicionalno sledijo ena dirka za drugo. 
Leta 2020 so zaradi pandemije covid-19 odpovedali vse tri dirke "Lombardijskega trojčka", zato so jo nadomestili z posebej združeno enkratno organizirano "trojno" dirko Gran Trittico Lombardo.
Registrirane so skupno 104 izvedbe, čeprav so bile uradno izpeljane le 103 dirki do zdaj, saj so leta 1931 dirko razveljavili, potem ko se zmagovalec Alfredo Bovet (ITA) ni prijavil na eni od kontrolnih točk.

## Zgodovina
Leta 1919 je italijanski poslovni magotec in industrialist Antonio Bernocchi iz lombardijskega mesta Legnano, po katerem se tekmovanje tudi imenuje, ustanovil to dirko skupaj z bratoma Andreo in Michele Bernocchijem. Vso organizacijo dirke pa je zaupal družinskemu prijatelju Pino Cozziju, predsedniku "Unione Sportiva Legnanese", športnemu klubu, ki vse od začetka organizira to dirko.

## Moški

### Zmagovalci po letih
| Leto | Zmagovalec                                                                                 | Drugi                                                                                      | Tretji                                                                                     |
| ---- | ------------------------------------------------------------------------------------------ | ------------------------------------------------------------------------------------------ | ------------------------------------------------------------------------------------------ |
| 1919 | Ruggero Ferrario                                                                           | Ugo Bianchi                                                                                | Primo Magnani                                                                              |
| 1920 | Giovanni Tragella                                                                          | Marcello Berti                                                                             | Giuseppe Villa                                                                             |
| 1921 | Angelo Testa                                                                               | Gaetano Caravaglia                                                                         | Pietro Casati                                                                              |
| 1922 | Libero Ferrario                                                                            | Serafino Dossena                                                                           | Piero Rattone                                                                              |
| 1923 | Libero Ferrario                                                                            | Mario Bianchi                                                                              | Zenone Lancia                                                                              |
| 1924 | Alfredo Dinale                                                                             | Oreste Cignoli                                                                             | Pietro Cevini                                                                              |
| 1925 | Luigi Mainetti                                                                             | Domenico Piemontesi                                                                        | Giuseppe Pancera                                                                           |
| 1926 | Giuseppe Pancera                                                                           | Giovanni Tizzoni                                                                           | Aldo Bertolotti                                                                            |
| 1927 | Giuseppe Pancera                                                                           | Allegro Grandi                                                                             | Pio Caimmi                                                                                 |
| 1928 | Carlo Galluzzi                                                                             | Mario Bianchi                                                                              | Federico Gay                                                                               |
| 1929 | Allegro Grandi                                                                             | Ambrogio Morelli                                                                           | Felice Gremo                                                                               |
| 1930 | Eugenio Gestri                                                                             | Aldo Canazza                                                                               | Fabio Battesini                                                                            |
| 1931 | dirko so zaradi nepravilnosti naknadno razveljavili                                        | dirko so zaradi nepravilnosti naknadno razveljavili                                        | dirko so zaradi nepravilnosti naknadno razveljavili                                        |
| 1932 | Marco Giuntelli                                                                            | Antonio Fraccaroli                                                                         | Fabio Battesini                                                                            |
| 1933 | Bruno Negri                                                                                | Pietro Rimoldi                                                                             | Bernardo Rogora                                                                            |
| 1934 | Pietro Rimoldi                                                                             | Bernardo Rogora                                                                            | Severino Canavesi                                                                          |
| 1935 | Gino Bartali                                                                               | Aldo Bini                                                                                  | Rinaldo Gerini                                                                             |
| 1936 | Enrico Mollo                                                                               | Pietro Rimoldi                                                                             | Carlo Romanatti                                                                            |
| 1937 | Francesco Albani                                                                           | Fausto Montesi                                                                             | Pietro Rimoldi                                                                             |
| 1938 | Cino Cinelli                                                                               | Severino Canavesi                                                                          | Adolfo Leoni                                                                               |
| 1939 | Adolfo Leoni                                                                               | Fausto Coppi                                                                               | Pierino Favalli                                                                            |
| 1940 | Aldo Bini                                                                                  | Cino Cinelli                                                                               | Adolfo Leoni                                                                               |
| 1941 | Severino Canavesi                                                                          | Mario De Benedetti                                                                         | Mario Ricci                                                                                |
| 1942 | Glauco Servadei                                                                            | Pietro Chiappini                                                                           | Luciano Succi                                                                              |
| 1943 | dirke ni bilo zaradi 2. svetovne vojne                                                     | dirke ni bilo zaradi 2. svetovne vojne                                                     | dirke ni bilo zaradi 2. svetovne vojne                                                     |
| 1944 | Oreste Conte                                                                               | Michele Motta                                                                              | Athos Guizzardi                                                                            |
| 1945 | Sergio Maggini                                                                             | Guerrino Tomasoni                                                                          | Secondo Barisone                                                                           |
| 1946 | Osvaldo Bailo                                                                              | Angelo Brignole                                                                            | Mario Ricci                                                                                |
| 1947 | Mario Ricci                                                                                | Sergio Maggini                                                                             | Egidio Feruglio                                                                            |
| 1948 | Virgilio Salimbeni                                                                         | Giorgio Cargioli                                                                           | Leo Castellucci                                                                            |
| 1949 | Mario Ricci                                                                                | Sergio Maggini                                                                             | Bruno Pontisso                                                                             |
| 1950 | Fiorenzo Crippa                                                                            | Alfredo Martini                                                                            | Loretto Petrucci                                                                           |
| 1951 | Luigi Casola                                                                               | Alfredo Martini                                                                            | Louison Bobet                                                                              |
| 1952 | Primo Volpi                                                                                | Danilo Barozzi                                                                             | Adolfo Grosso                                                                              |
| 1953 | Giorgio Albani Antonio Bevilacqua                                                          |                                                                                            | Mario Piazzon                                                                              |
| 1954 | Fausto Coppi                                                                               | Giancarlo Astrua                                                                           | Angelo Conterno                                                                            |
| 1955 | Renato Ponzini                                                                             | Alfredo Martini                                                                            | Luciano Maggini                                                                            |
| 1956 | Vasco Modena                                                                               | Fausto Coppi                                                                               | Pierino Baffi                                                                              |
| 1957 | Rik Van Looy                                                                               | Silvano Ciampi                                                                             | Jozef Schils                                                                               |
| 1958 | Rik Van Looy                                                                               | Frans Van Looveren                                                                         | Dullio Taddeucci                                                                           |
| 1959 | Noe Conti                                                                                  | Michele Gismondi                                                                           | Diego Ronchini                                                                             |
| 1960 | Giuseppe Fallarini                                                                         | Alberto Assirelli                                                                          | Ezio Pizzoglio                                                                             |
| 1961 | Arturo Sabbadin                                                                            | Arnaldo Pambianco                                                                          | Giuliano Bernardelle                                                                       |
| 1962 | Pierino Baffi                                                                              | Nino Defilippis                                                                            | Giovanni Garau                                                                             |
| 1963 | Aldo Moser                                                                                 | Adriano Durante                                                                            | Vito Taccone                                                                               |
| 1964 | Gianni Motta                                                                               | Franco Cribiori                                                                            | Luciano Galbo                                                                              |
| 1965 | Adriano Durante                                                                            | Michele Dancelli                                                                           | Franco Cribiori                                                                            |
| 1966 | Raffaele Marcoli                                                                           | Dino Zandegu                                                                               | Michele Dancelli                                                                           |
| 1967 | Vittorio Adorni                                                                            | Michele Dancelli                                                                           | Felice Gimondi                                                                             |
| 1968 | Franco Bitossi                                                                             | Luciano Armani                                                                             | Roberto Ballini                                                                            |
| 1969 | Giacinto Santambrogio                                                                      | Giancarlo Polidori                                                                         | Adriano Passuello                                                                          |
| 1970 | Pietro Guerra                                                                              | Giuseppe Beghetto                                                                          | Marino Basso                                                                               |
| 1971 | Virginio Levati                                                                            | Patrick Sercu                                                                              | Wilmo Francioni                                                                            |
| 1972 | Marino Basso                                                                               | Patrick Sercu                                                                              | Wilmo Francioni                                                                            |
| 1973 | Felice Gimondi                                                                             | Roger De Vlaeminck                                                                         | Enrico Paolini                                                                             |
| 1974 | Francesco Moser                                                                            | Fabrizio Fabbri                                                                            | Valerio Lualdi                                                                             |
| 1975 | Enrico Paolini                                                                             | Fausto Bertoglio                                                                           | Giacinto Santambrogio                                                                      |
| 1976 | Franco Bitossi                                                                             | Francesco Moser                                                                            | Wladimiro Panizza                                                                          |
| 1977 | Carmelo Barone                                                                             | Wladimiro Panizza                                                                          | Giovanni Battaglin                                                                         |
| 1978 | Giovanni Battaglin                                                                         | Alfredo Chinetti                                                                           | Wladimiro Panizza                                                                          |
| 1979 | Valerio Lualdi                                                                             | Ottavio Crepaldi                                                                           | Francesco Moser                                                                            |
| 1980 | Giuseppe Saronni                                                                           | Alf Segersäll                                                                              | Alfons De Wolf                                                                             |
| 1981 | Giuseppe Saronni                                                                           | Giovanni Mantovani                                                                         | Francesco Moser                                                                            |
| 1982 | Silvano Contini                                                                            | Palmiro Masciarelli                                                                        | Bruno Leali                                                                                |
| 1983 | Palmiro Masciarelli                                                                        | Maurizio Piovani                                                                           | Rudy Pevenage                                                                              |
| 1984 | Vittorio Algeri                                                                            | Silvano Contini                                                                            | Daniele Caroli                                                                             |
| 1985 | Johan van der Velde                                                                        | Moreno Argentin                                                                            | Giovanni Mantovani                                                                         |
| 1986 | Roberto Gaggioli                                                                           | Claudio Corti                                                                              | Marco Bergamo                                                                              |
| 1987 | Guido Bontempi                                                                             | Pierino Gavazzi                                                                            | Maurizio Fondriest                                                                         |
| 1988 | Guido Bontempi                                                                             | Maurizio Fondriest                                                                         | Gianni Bugno                                                                               |
| 1989 | Rolf Sorensen                                                                              | Cesare Cipollini                                                                           | Stefano Colage                                                                             |
| 1990 | Davide Cassani                                                                             | Rolf Sorensen                                                                              | Massimiliano Lelli                                                                         |
| 1991 | Giorgio Furlan                                                                             | Alessandro Giannelli                                                                       | Andrej Čmil                                                                                |
| 1992 | Charly Mottet                                                                              | Giancarlo Perini                                                                           | Alberto Elli                                                                               |
| 1993 | Charly Mottet                                                                              | Fabio Roscioli                                                                             | Franco Ballerini                                                                           |
| 1994 | Bruno Cenghialta                                                                           | Francesco Casagrande                                                                       | Andrea Tafi                                                                                |
| 1995 | Stefano Zanini                                                                             | Alessio Di Basco                                                                           | Gabriele Missaglia                                                                         |
| 1996 | Fabio Baldato                                                                              | Andrea Ferrigato                                                                           | Giovanni Lombardi                                                                          |
| 1997 | Gianluca Bortolami                                                                         | Stefano Zanini                                                                             | Marco Lietti                                                                               |
| 1998 | Fabio Sacchi                                                                               | Alberto Elli                                                                               | Daniele Nardello                                                                           |
| 1999 | Giancarlo Raimondi                                                                         | Giovanni Lombardi                                                                          | Romans Vainšteins                                                                          |
| 2000 | Romans Vainšteins                                                                          | Raimondas Rumšas                                                                           | Giovanni Lombardi                                                                          |
| 2001 | Paolo Valoti                                                                               | Dario Andriotto                                                                            | Denis Lunghi                                                                               |
| 2002 | Daniele Nardello                                                                           | Gianluca Bortolami                                                                         | Matteo Tosatto                                                                             |
| 2003 | Sergio Barbero                                                                             | Massimo Giunti                                                                             | Sergij Matvejev                                                                            |
| 2004 | Angelo Furlan                                                                              | Fred Rodriguez                                                                             | Giosue Bonomi                                                                              |
| 2005 | Danilo Napolitano                                                                          | Graeme Brown                                                                               | Murilo Fischer                                                                             |
| 2006 | Danilo Napolitano                                                                          | Giosue Bonomi                                                                              | Luca Paolini                                                                               |
| 2007 | Danilo Napolitano                                                                          | Paride Grillo                                                                              | Robert Hunter                                                                              |
| 2008 | Steve Cummings                                                                             | Luca Celli                                                                                 | Vladislav Borisov                                                                          |
| 2009 | Luca Paolini                                                                               | Danilo Hondo                                                                               | Enrico Gasparotto                                                                          |
| 2010 | Manuel Belletti                                                                            | Danilo Hondo                                                                               | Mark Cavendish                                                                             |
| 2011 | Jauheni Hutarovič                                                                          | Manuel Belletti                                                                            | Giovanni Visconti                                                                          |
| 2012 | Sacha Modolo                                                                               | Sonny Colbrelli                                                                            | Mauro Richeze                                                                              |
| 2013 | Sacha Modolo                                                                               | Roberto Ferrari                                                                            | Filippo Baggio                                                                             |
| 2014 | Elia Viviani                                                                               | Filippo Pozzato                                                                            | Simone Ponzi                                                                               |
| 2015 | Vincenzo Nibali                                                                            | Mauro Finetto                                                                              | Matteo Trentin                                                                             |
| 2016 | Giacomo Nizzolo                                                                            | Nicola Ruffoni                                                                             | Paolo Simion                                                                               |
| 2017 | Sonny Colbrelli                                                                            | Guillaume Boivin                                                                           | Sacha Modolo                                                                               |
| 2018 | Sonny Colbrelli                                                                            | Manuel Belletti                                                                            | Paolo Simion                                                                               |
| 2019 | Phil Bauhaus                                                                               | Simone Consonni                                                                            | Imerio Cima                                                                                |
| 2020 | odpovedano zaradi pandemije covid-19 (nadomeščena z združeno dirko Gran Trittico Lombardo) | odpovedano zaradi pandemije covid-19 (nadomeščena z združeno dirko Gran Trittico Lombardo) | odpovedano zaradi pandemije covid-19 (nadomeščena z združeno dirko Gran Trittico Lombardo) |
| 2021 | Remco Evenepoel                                                                            | Alessandro Covi                                                                            | Fausto Masnada                                                                             |
| 2022 | Davide Ballerini                                                                           | Corbin Strong                                                                              | Stefano Oldani                                                                             |
| 2023 | Wout van Aert                                                                              | Vincenzo Albanese                                                                          | Andrea Bagioli                                                                             |
| 2024 | Stan Van Tricht                                                                            | Alex Baudin                                                                                | Roger Adrià                                                                                |

### Večkratni zmagovalci
Aktivni kolesarji v poudarjenem tonu.
| Zmage | Kolesar                 | Edicija          |
| ----- | ----------------------- | ---------------- |
| 3     | Danilo Napolitano (ITA) | 2005, 2006, 2007 |
| 2     | Libero Ferrario (ITA)   | 1922, 1923       |
| 2     | Giuseppe Pancera (ITA)  | 1926, 1927       |
| 2     | Mario Ricci (ITA)       | 1947, 1949       |
| 2     | Rik Van Looy (BEL)      | 1957, 1958       |
| 2     | Franco Bitossi (ITA)    | 1968, 1976       |
| 2     | Giuseppe Saronni (ITA)  | 1980, 1981       |
| 2     | Guido Bontempi (ITA)    | 1987, 1988       |
| 2     | Rolf Sørensen (DEN)     | 1989, 1993       |
| 2     | Sacha Modolo (ITA)      | 2012, 2013       |
| 2     | Sonny Colbrellii (ITA)  | 2017, 2018       |

### Zmage po državah
| Zmage | Država              |
| ----- | ------------------- |
| 90    | Italija             |
| 5     | Belgija             |
| 2     | Danska              |
| 1     | Nizozemska          |
| 1     | Francija            |
| 1     | Latvija             |
| 1     | Združeno kraljestvo |
| 1     | Belorusija          |
| 1     | Nemčija             |